# Modravský potok

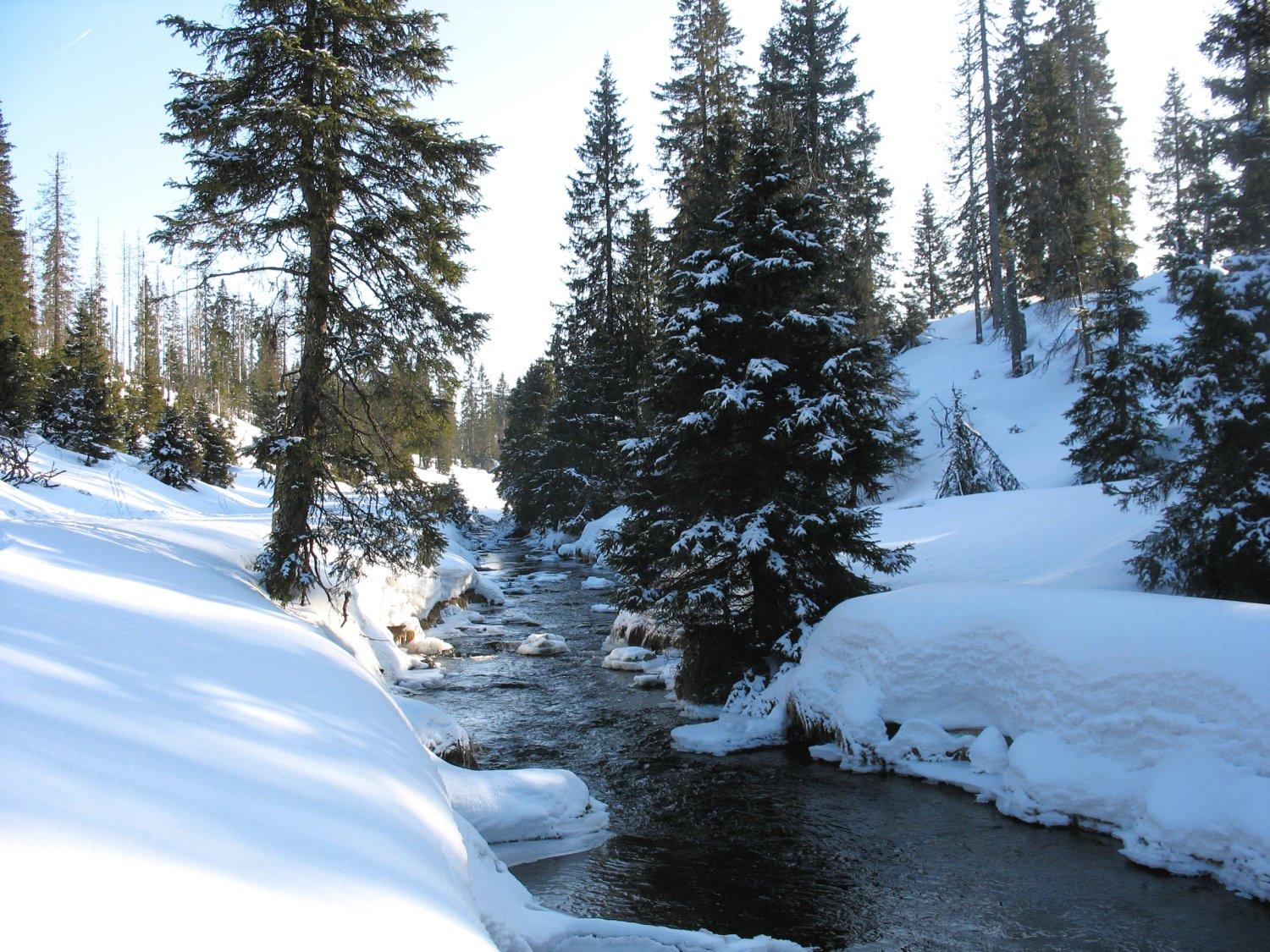
Údolí Modravského potoka pod Březníkem

Modravský potok je hlavním pramenným tokem šumavské řeky Vydry. Protéká Kvildskými pláněmi. Vzniká soutokem Luzenského a Březnického potoka.

## Průběh toku
Nejdelší zdrojnicí je Luzenský potok, který pramení v Národním parku Šumava na severozápadním svahu hory Luzný v nadmořské výšce 1215 m. Od pramene stéká potok k severu širokým, mělkým Luzenským údolím. Pod Březníkem se údolí náhle zužuje a jeho svahy jsou značně příkré - toto zúžení se pozvolna k severu otevírá a potok vtéká do kotliny u Modravy, kde se spojuje s Roklanským a Filipohuťským potokem a pokračuje dál jako řeka Vydra. Od pramene k soutoku je Modravský potok dlouhý přibližně 13 km.

### Přítoky
- levé – Cikánský potok
- pravé – Ptačí potok, Černohorský potok, Filipohuťský potok